# S-Bahn Wien

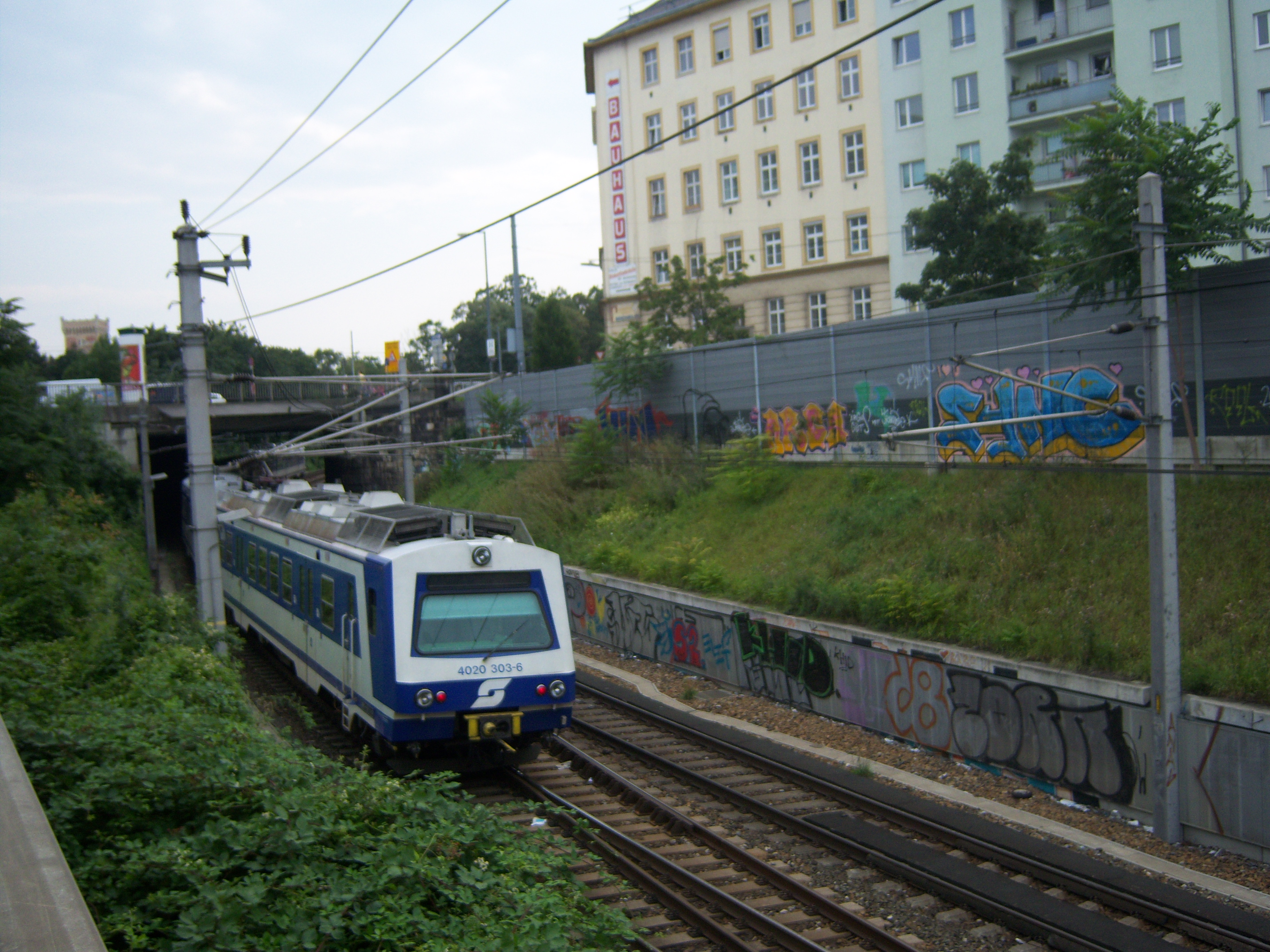
S-Bahn Wien

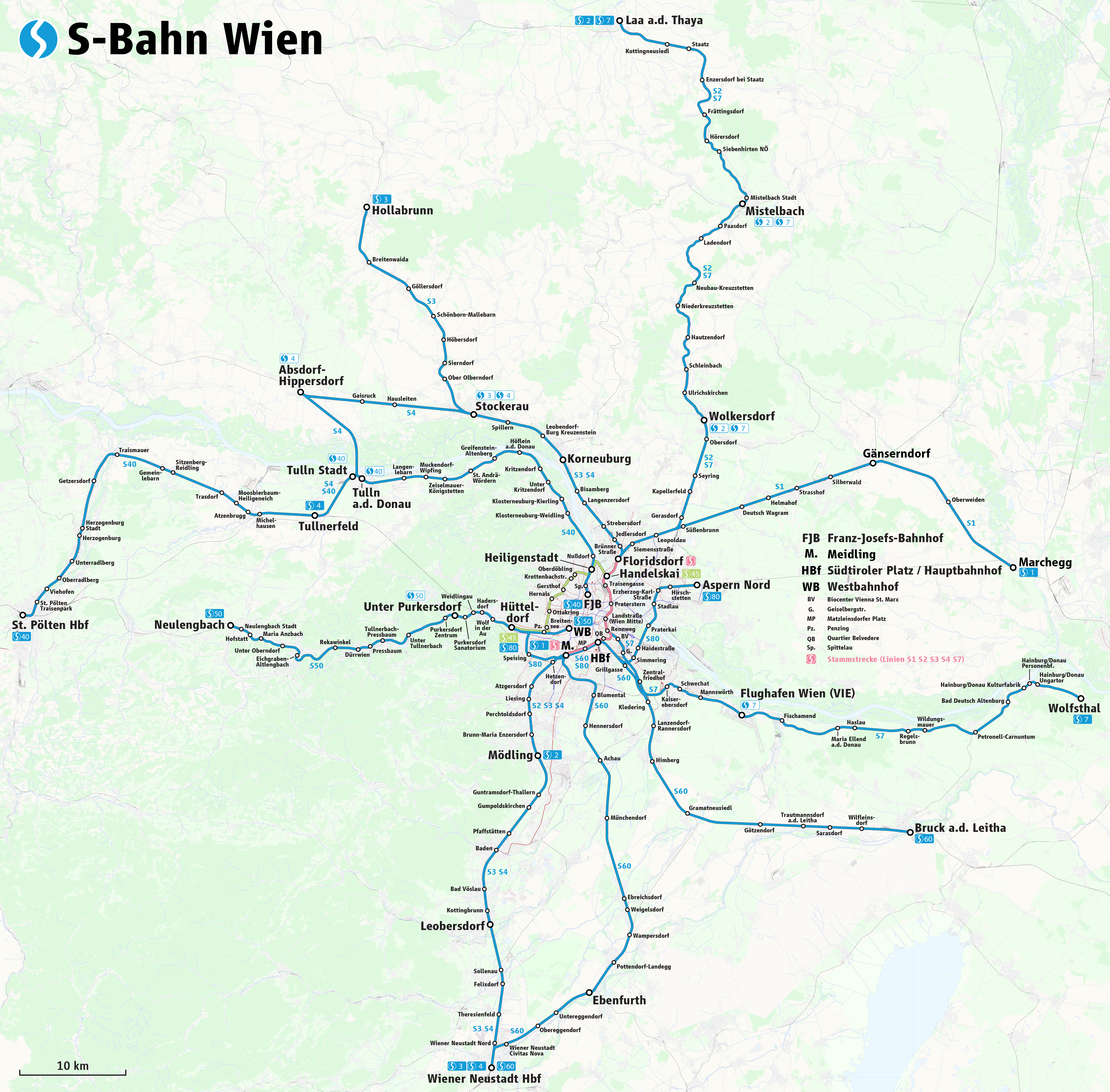
S-Bahn Wien

S-Bahn Wien – miejska sieć kolejowa w Wiedniu i okolicach, należąca do Österreichische Bundesbahnen.
Sieć uruchomiona została 17 stycznia 1962. W latach 1962–2005 używano nazwy Schnellbahn, od 2005/2006 S-Bahn. Do sieci należała kolej podmiejska Bratysława – Wiedeń, obecnie eksploatowana do stacji Wolfsthal.